# Laranja da Terra, Espírito Santo
Laranja da Terra este un oraș în unitatea federativă  Espírito Santo (ES) din Brazilia.